# Маус (замок)
Маус (нем. Burg Maus) — средневековый замок, построенный в середине XIV века трирскими курфюрстами на высоком холме на правом берегу Рейна возле города Санкт-Гоарсхаузен в земле Рейнланд-Пфальц, Германия. Крепость с 2002 года является объектом Всемирного наследия ЮНЕСКО в долине Среднего Рейна. По своему типу относится к замкам на вершине.

## История

### Ранний период
Замок был заложен в период с 1353 по 1357 год по приказу трирского архиепископа Боэмунда II Саарбрюккенского. Изначально крепость назвали именем Святого Петра. Строительство продолжилось при архиепископе Куно II фон Фалькенштайне и завершилось при Вернере фон Фалькенштайне (1362–1388). Некоторое время замок служил резиденцией для трирских правителей. Поначалу курфюрсты планировали возвести ещё один замок на противоположном берегу Рейна, чтобы иметь возможность противостоять растущему могущество семьи фон Катцененеленбоген, построившей несколько выше по течению крепости Нойкатценеленбоген (более известную под именем Катц) и Райнфельс. Но в итоге правители Трира отказались от этих планов и ограничились одним замком в регионе.  

### Вопрос имени

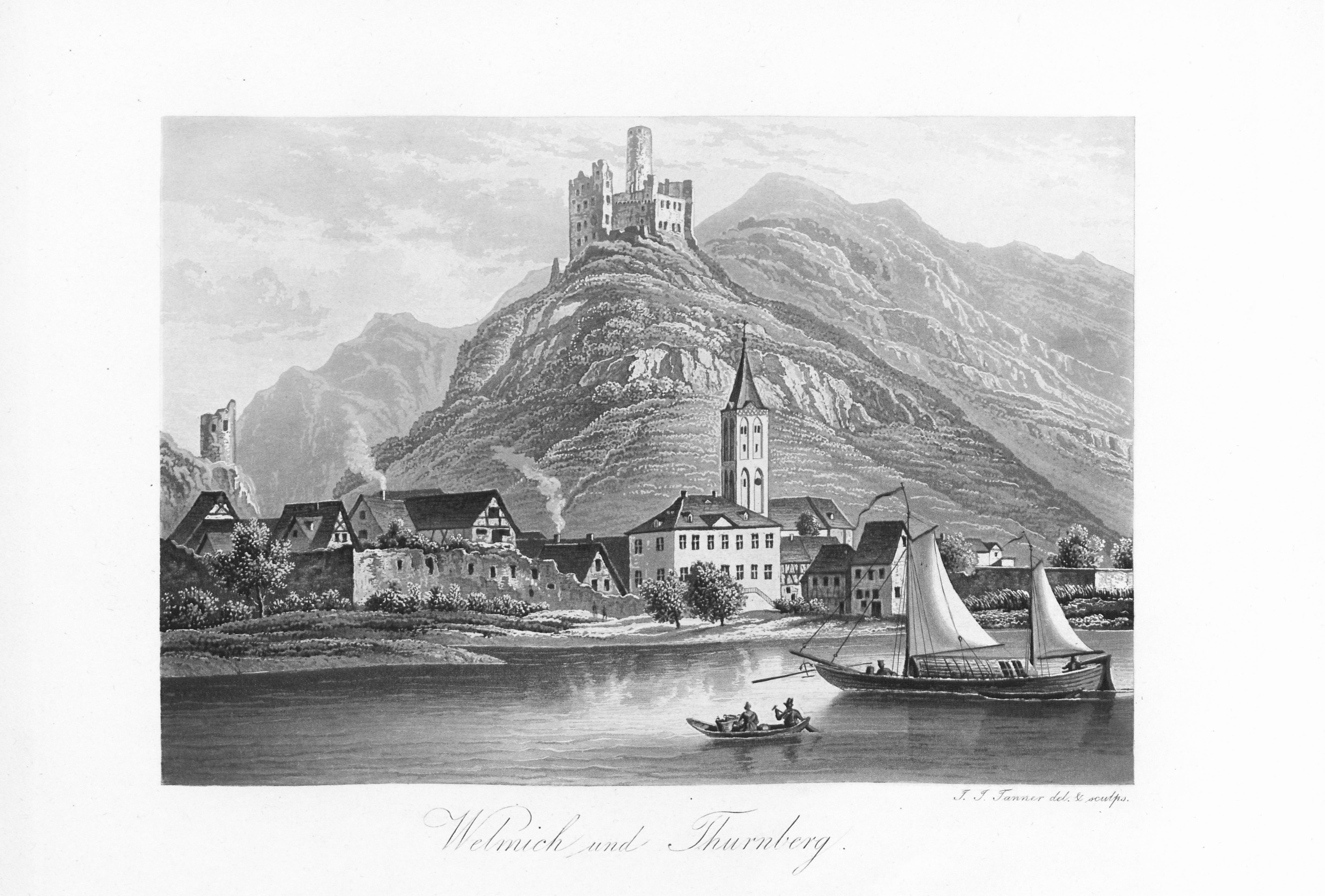
Рисунок 1840 года с изображением руин замка

Кроме имени Святого Петра владельцы также называли свой замок Турнберг (Thurnberg) и Дауэенбург (Deuernburg). Но ни одно из этих имён не прижилось.   
Замок стали именовать Маус (мышь) графы фон Катценеленбоген, которые к концу XIV века построили южнее более мощный замок Нойкатценеленбоген, быстро ставший известным под коротким название Катц (кошка). Тем самым графы давали понять, что по сравнению с их крепостью оборонительные сооружения курфюрста маленькие и слабые. Со временем названия Маус и Катц оказались столь широко известны, что стали официальными, а оригинальные имена (крепость Святого Петра и Нойкатценеленбоген) оказались почти забыты. 

### Новое время
Замок Маус ни разу не был захвачен врагами. Он постепенно стал разрушаться после того, как потерял своё оборонительное значение и власти Трира перестали заботиться о ремонте ветшающих стен и башен.  
В XVI веке он оказался в составе владений герцогов Нассау. Новые собственники также оказались равнодушны к судьбе пришедшей в упадок крепости.  

### Спасение от исчезновения
В начале XIX века местные власти были готовы снести замок и продать остатки каменной кладки как стройматериалы. От этой печальной участи в 1806 году замок спас Фридрих Густав Хабель. Он выкупил пришедшую в упадок крепость.  
Между 1900 и 1906 годами замок был перестроен под руководством архитектора Вильгельма Гэртнера. Этот человек очень ответственно подошёл к вопросу сохранения оригинальных фрагментов крепости. Именно благодаря ему Маус в целом сохранил свой внешний вид почти не изменившийся со времён Средневековья. 

### XX век
С 1923 замок оказался в собственности богатого выходца их Мексики Луиса Галлопина. Затем крепостью владели его потомки.  
Во время Второй мировой войны замок пострадал во время бомбардировки. Но к началу 1950-х годов крепость отремонтировали. 
В  настоящее время замок Маус продолжает оставаться в частной собственности. 

## Описание

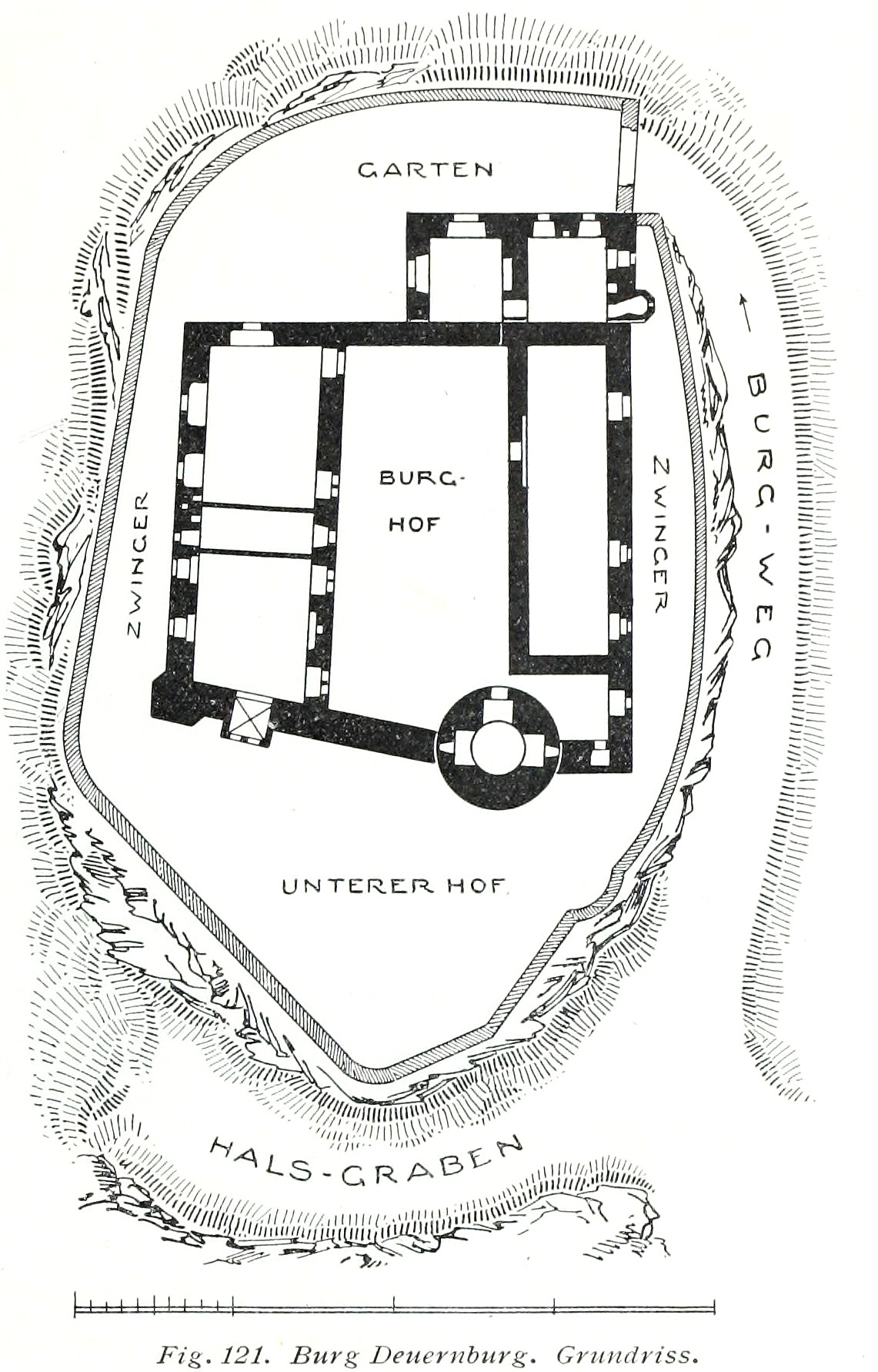
План замка, составленный в 1914 году

Замок находится на высоте 197,3 метра над уровнем моря.
Основание замка имеет форму почти ровного квадрата. Центром обороны должна была служить высокая башня (бергфрид) высотой 33 метра и диаметром 8 метров. Вход в неё мог быть осуществлён на достаточно большой высоте по деревянной лестнице, которую в случае опасности можно было быстро убрать. 
К западу находилась ещё одна башня. Она одновременно могла быть четырёхэтажным жилым зданием (на каждом этаже имелась только одна комната). Покои архиепископа, вероятно, находились на первом этаже. Её возвели при архиепископе Боэмунде II. Между 1362 и 1388 годами при архиепископе Куно фон Фалькенштейне на севере добавили ещё одно жилое здание. Здесь также покои архиепископа предусмотрели на первом этаже. Но каждый этаж теперь имел по два отдельных помещения c общим камином. 
Основным жилым зданием со временем стала построенная южнее каменная двухэтажная резиденция. Причём в этом здании изначально имелось только четыре оконных проёма. Здесь же находилась замковая часовня на верхнем этаже. 
Как ни удивительно, но в столь тесном пространстве предусмотрели даже возможность размещения небольшой фермы, чтобы обеспечить владельца свежими продуктами. А снаружи соорудили маленький сад, где архиепископ мог посидеть среди цветом и зелени.
Вокруг была построена внешняя кольцевая стена. А со стороны наиболее вероятного штурма подходы прикрывал выдолбленный в скальной породе глубокий ров. В замок можно было попасть только по подъёмному мосту.
До XVII века у всех зданий замка были крутые, покрытые черепицей, шатровые конические крыши (как хорошо видно из гравюры Маттеуса Мериана). Кроме того, как было принято в то время, внешние стены зданий старались оштукатурить.
Главное жилое здание здание, внутренний дворик и северные постройки (в настоящее время остаются в руинах) разделяют крепость на три части. 
Для своего времени замок представлял собой вполне современный и весьма комфортабельный жилой комплекс. Для всех зданий была предусмотрена возможность отопления.   

## Современное использование
На протяжении нескольких десятилетий и вплоть до конца 2010 года замок Маус был местом сбора любителей соколиной охоты. После небольшого перерыва 1 мая 2016 года в замке Маус оборудовали новый двор соколиной охоты. Здесь демонстрировали полёты хищных птиц, обученных опытными хозяевами. 
Однако после сильного урагана в 2016 году деятельность центра оказалась прекращена. Начались реставрационные работы. 
Посещение замка возможно по предварительной записи в составе специальных групп. По договорённости с собственниками в замке можно проводить свадьбы, банкеты и прочие праздничные мероприятия.

## Галерея

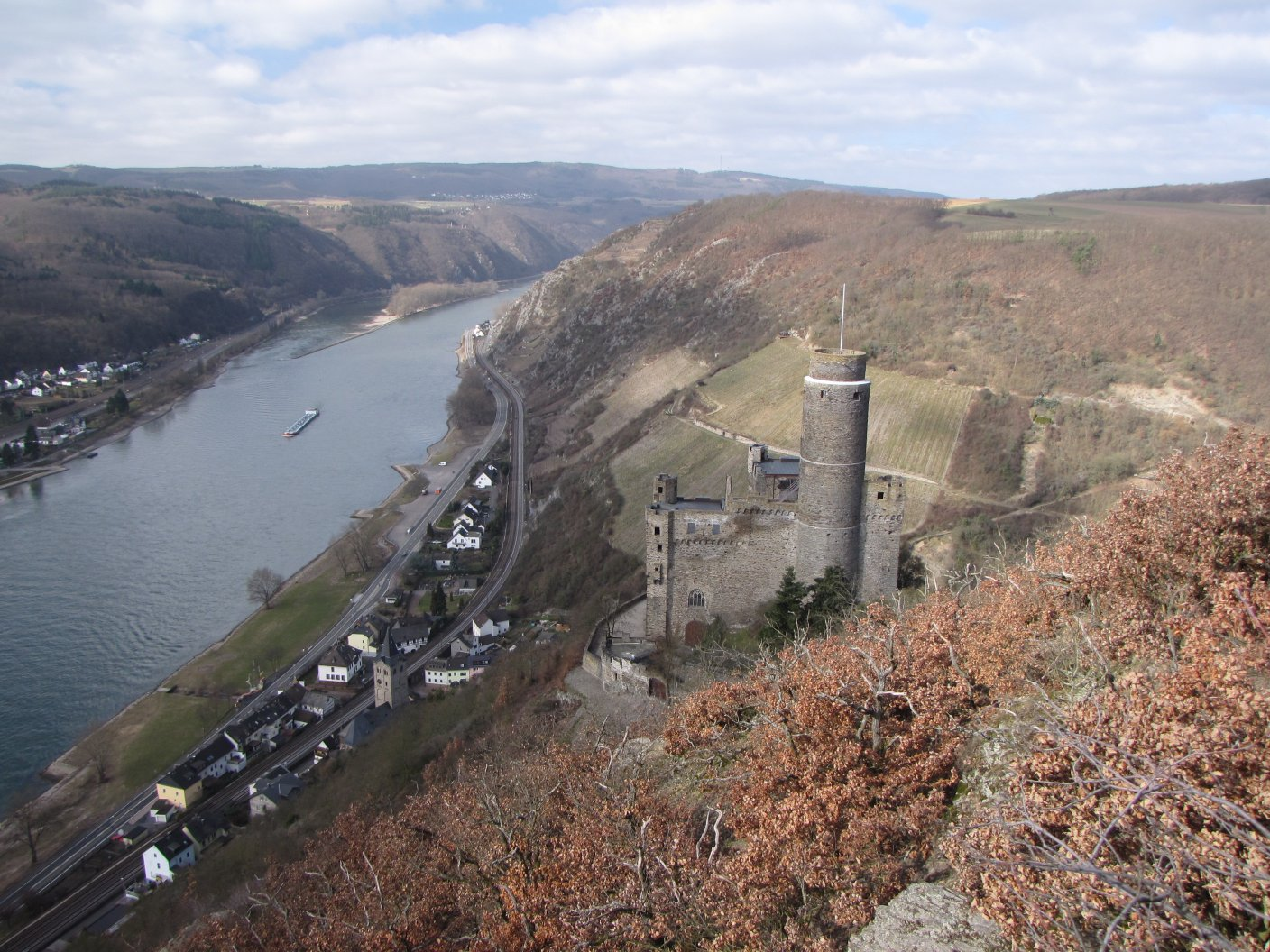
Вид замка с вершины близлежащей горы
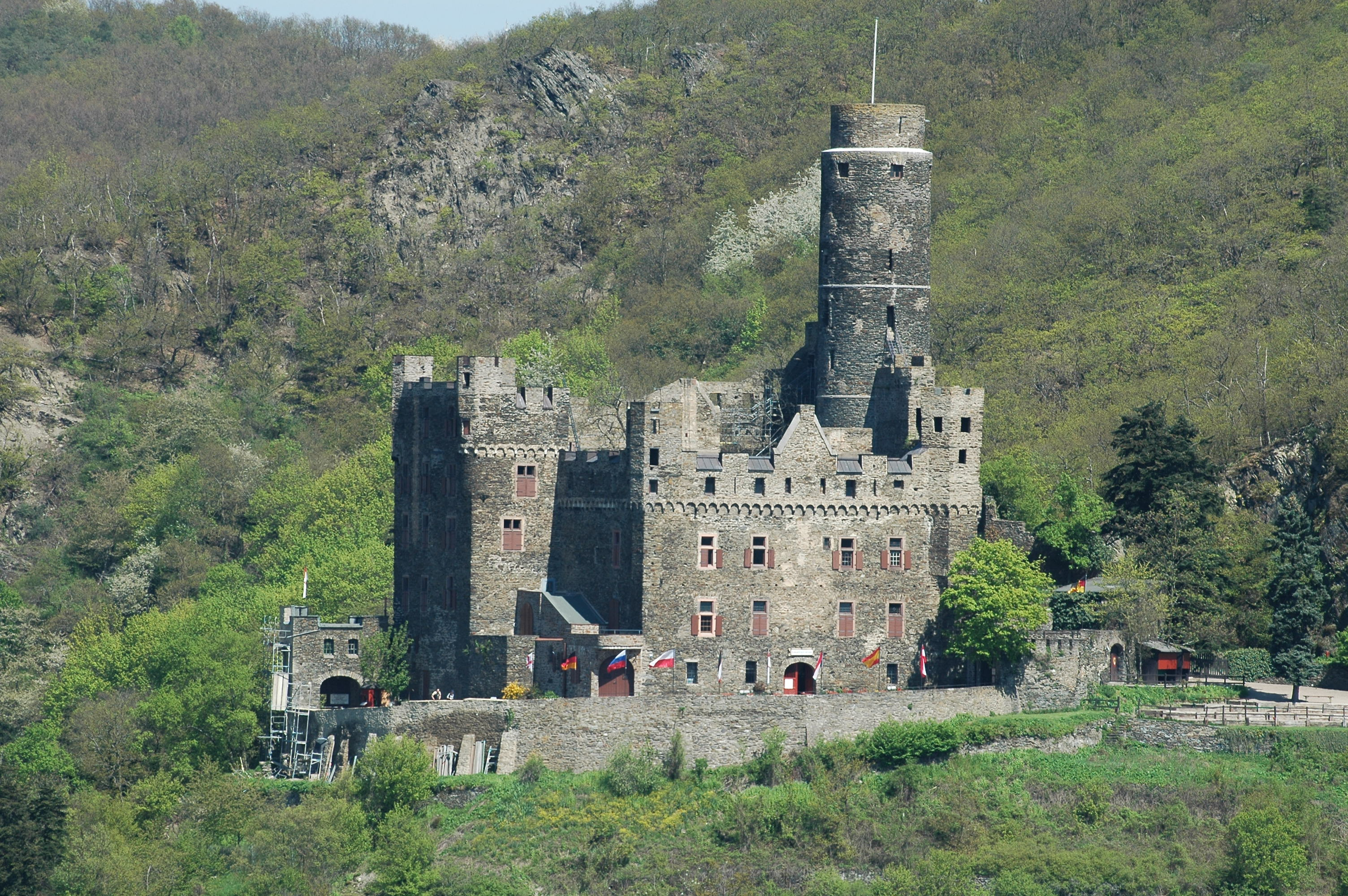
Замок Маус с юго-восточной стороны
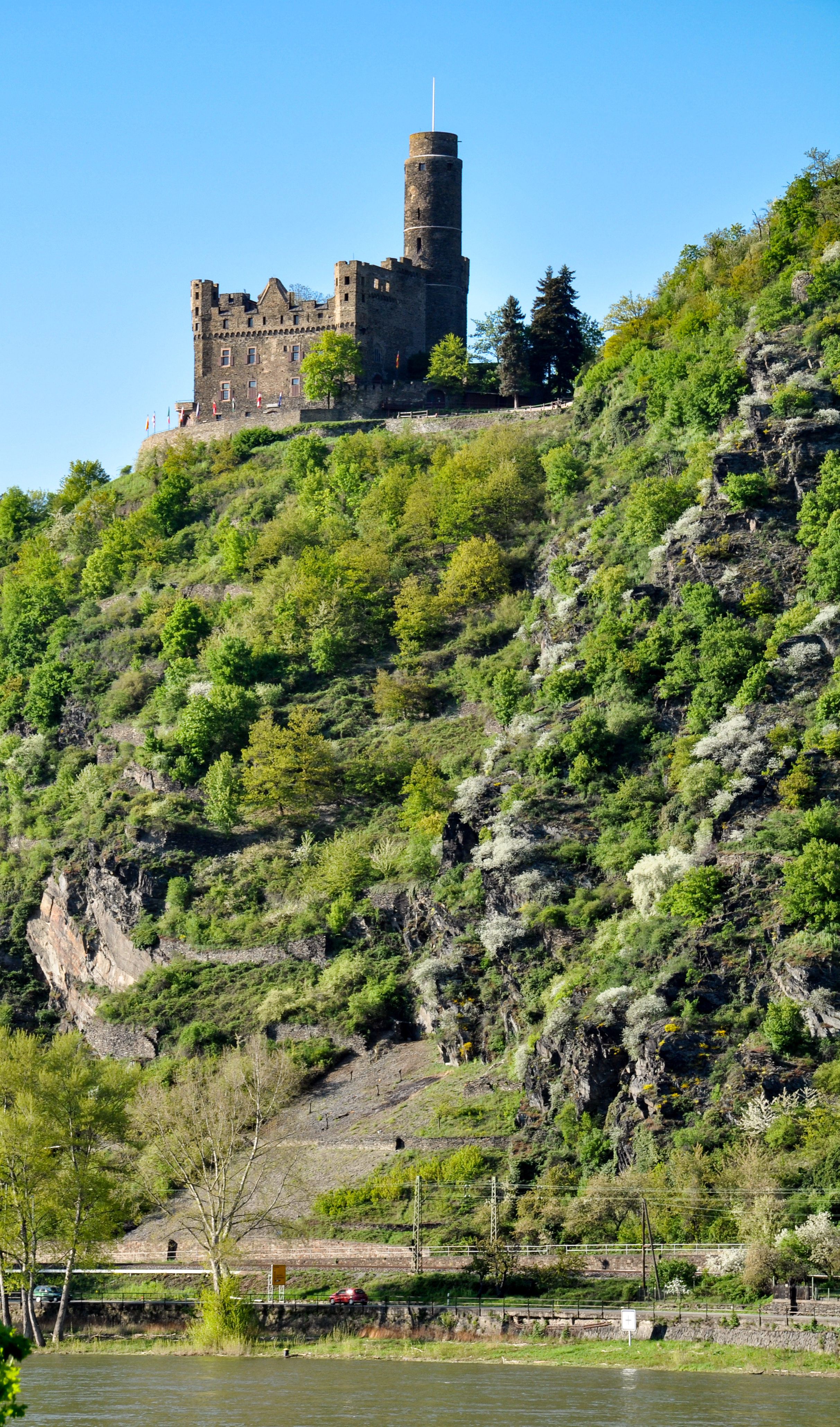
Вид замка с уровня реки
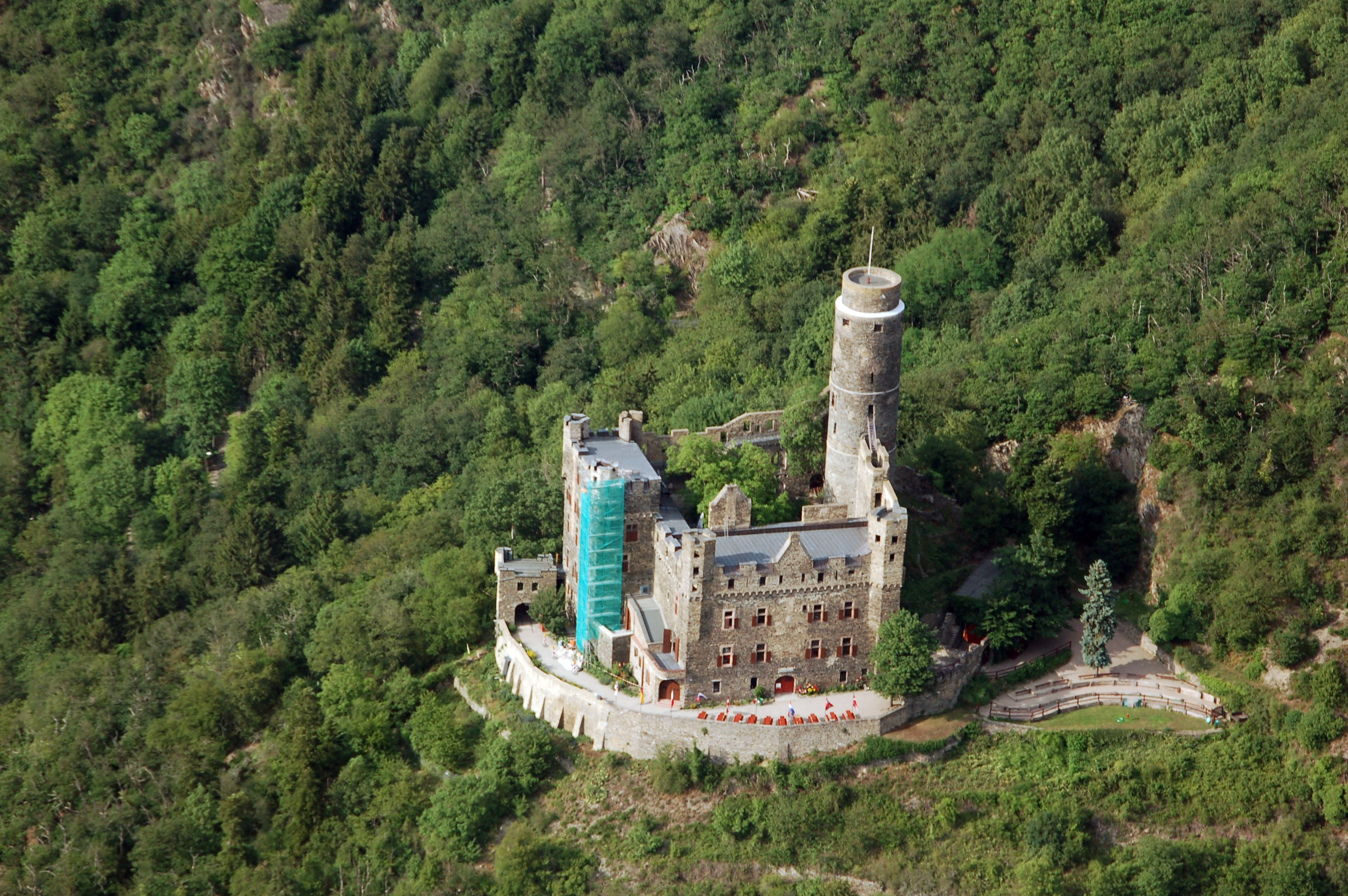
Вид замка с высоты птичьего полёта
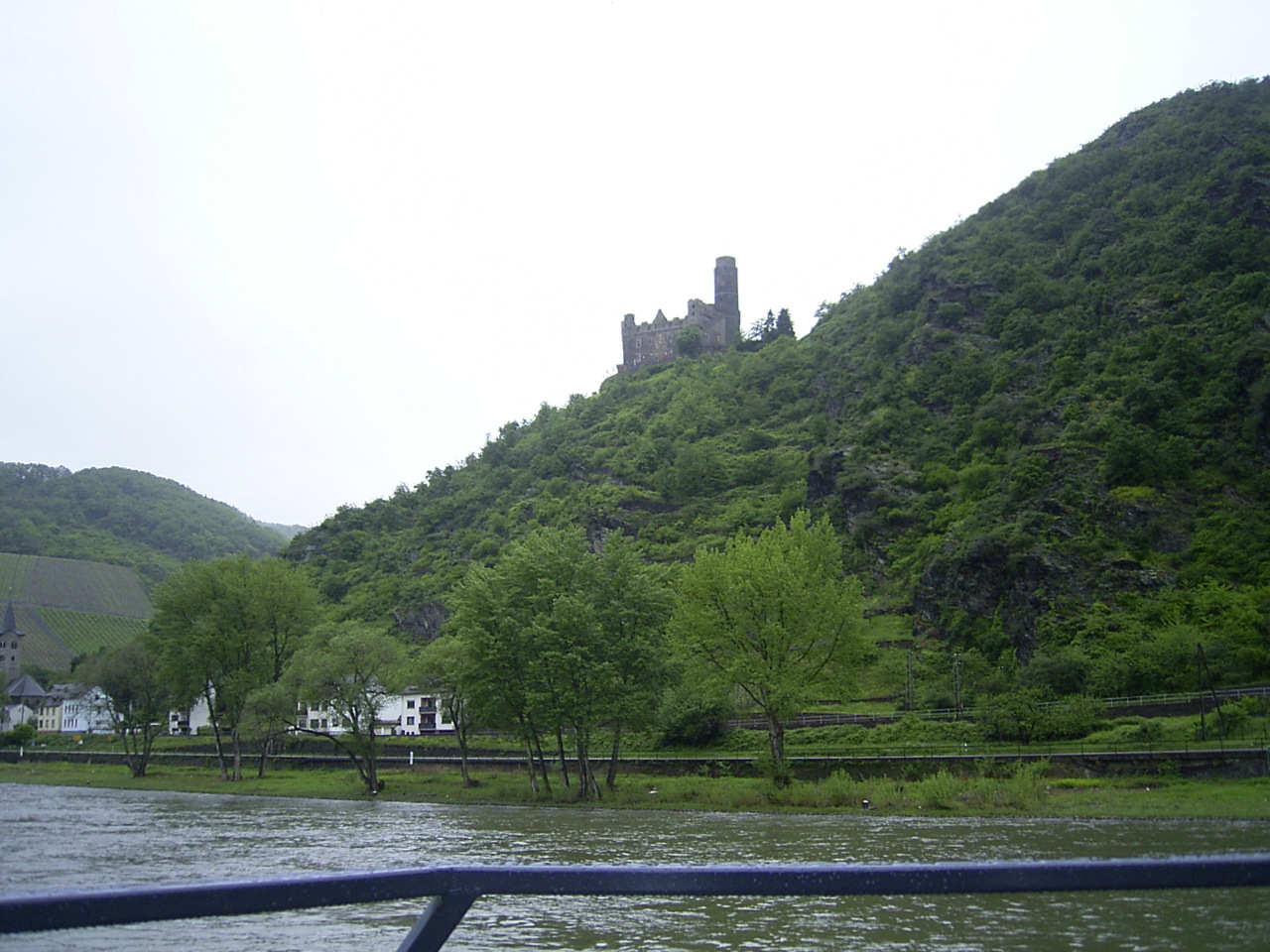
Здания Санкт-Гоарсхаузена и возвышающийся над ними замок